# Omorgus subcarinatus
Omorgus subcarinatus es una especie de escarabajo del género Omorgus, familia Trogidae. Fue descrita científicamente por MacLeay en 1864.
Esta especie se encuentra en Nueva Gales del Sur, Queensland, Australia Meridional y Occidental. También en Papúa Nueva Guinea.